# Frank S. Monnett

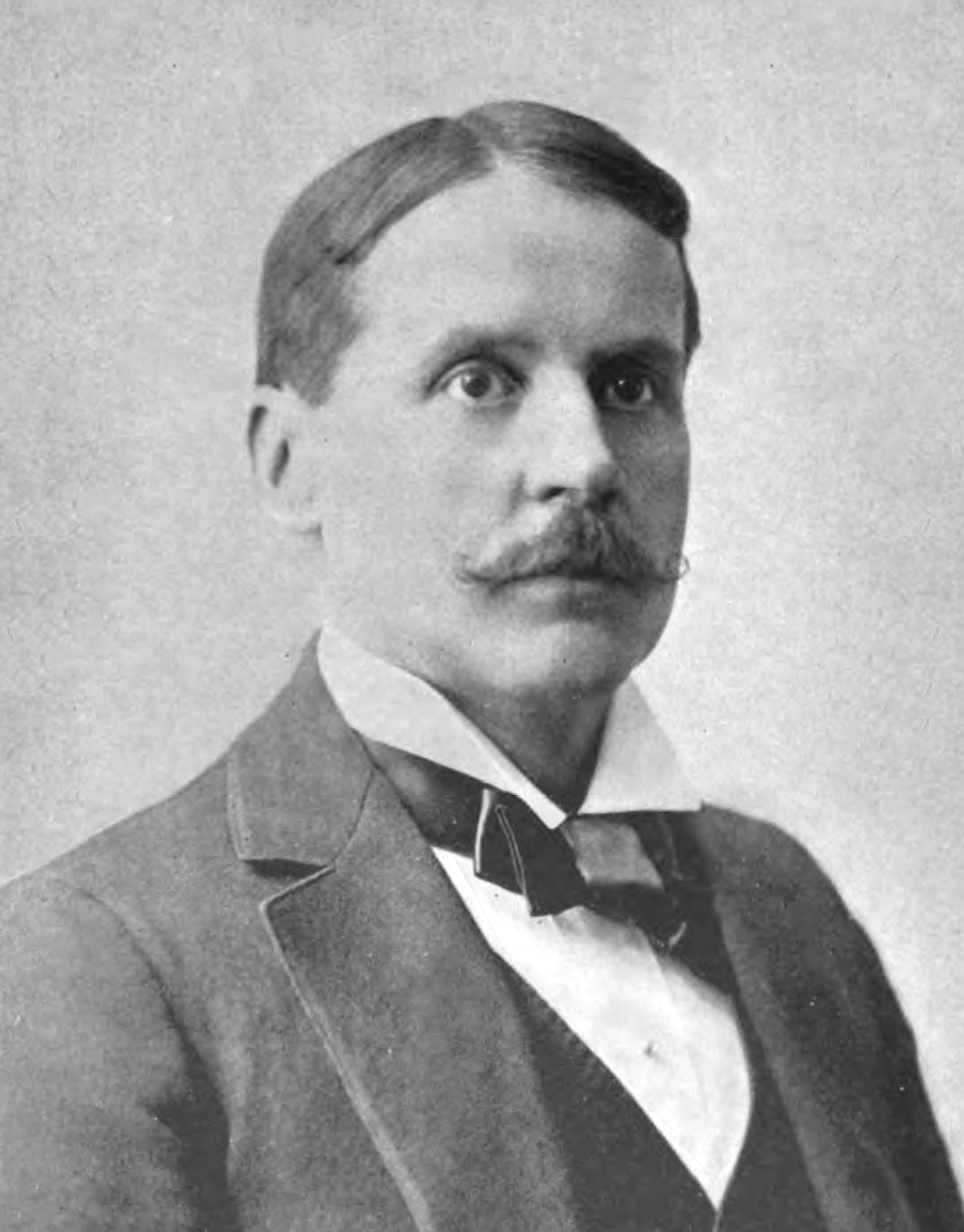
Frank S. Monnett

Francis „Frank“ Sylvester Monnett (* 19. März 1857 Kenton, Ohio; † 23. April 1953 in Columbus, Ohio) war ein US-amerikanischer Jurist und Politiker der Republikanischen Partei. Er war von 1896 bis 1900 Attorney General von Ohio.

## Werdegang
Francis Sylvester Monnett, Sohn von Reverend Thomas Jefferson Monnett und seiner ersten Ehefrau Henrietta Johnston, wurde ungefähr vier Jahre vor dem Ausbruch des Bürgerkrieges im Hardin County geboren. Über seine Jugendjahre ist nichts bekannt. 1880 graduierte er an der Bucyrus High School. Monnett studierte Jura an der School of Law der Ohio Wesleyan University in Delaware (Ohio) und machte danach seinen Juris Doctor an der National University School of Law in Washington, D.C. Er kehrte dann nach Bucyrus (Ohio) zurück, wo er 1883 seine eigene Anwaltspraxis eröffnete.
Monnett wurde 1896 zum Attorney General von Ohio gewählt und 1898 wiedergewählt. Er war ein leidenschaftlicher und progressiver Reformer. Während der Administration von Präsidenten William McKinley diente er als Interstate Commerce Commission Attorney. In diesem Zusammenhang verhandelte er die Klagen gegen die Western Union Telegraph Company und den Standard Oil Trust vor dem Obersten Gerichtshof der Vereinigten Staaten. Dabei errang er 1897 einen Sieg gegen den Standard Oil Trust. 1898 wirkte er bei der Verfassung eines Gesetzes gegen Trusts in Ohio mit (Valentine Act), ein Statut, welches in Ohio bis in das 20. Jahrhundert Anwendung fand. Seine Standpunkte waren in der Wählerschaft allgemein unterstützt, aber sein Vorgehen vor Gericht gegen die Unternehmen brachte ihm den Zorn der Konzerne ein, so dass er bei der Wahl im Jahr 1900 eine Niederlage gegenüber den Demokraten John M. Sheets erlitt.
Monnett heiratete 1888 Ella Kate Gormely (1862–1942), Tochter von Virginia E. Swingley (1839–1926) und James B. Gormely (1836–1913). Er verstarb 1953 in Columbus (Ohio) und wurde dann auf dem Oakwood Cemetery in Bucyrus beigesetzt. Eine zweite Gedenkstätte für ihn wurde auf dem Monnett Memorial Chapel Cemetery errichtet.